# Resolution (film)
Pour les articles homonymes, voir Resolution.
Pour le film ivoirien, voir Résolution (film).
Pour plus de détails, voir Fiche technique et Distribution.
Resolution est un film américain réalisé par Justin Benson et Aaron Moorhead et sorti en 2012. Il s'agit du premier long métrage du duo de réalisateurs.

## Synopsis
Michael Danube, graphiste vivant avec sa femme enceinte, reçoit un mail de son ancien meilleur ami Chris Daniels. Il entreprend alors de le rejoindre et découvre un toxicomane au comportement erratique. Il décide de l'attacher dans sa maison pour le sevrer.

## Fiche technique
- Titre original : Resolution
- Réalisation : Justin Benson et Aaron Moorhead
- Scénario : Justin Benson
- Photographie : Aaron Moorhead
- Montage : Justin Benson et Aaron Moorhead
- Production : Aaron Moorhead, Justin Benson et David Lawson Jr.
- Société de production : Rustic Films
- Société de distribution : Tribeca Film (États-Unis)
- Pays de production :  États-Unis
- Genre : drame, horreur et thriller
- Durée : 93 minutes
- Dates de sortie : 
  - États-Unis : 22 avril 2012 (festival de Tribeca)
  - France : 14 septembre 2012 (L'Étrange Festival)
  - États-Unis : 23 janvier 2013

## Distribution
- Peter Cilella : Michael Danube
- Vinny Curran : Chris Daniels
- Emily Montague : Jennifer Danube
- Kurt David Anderson : Billy
- Skyler Meacham : Micah
- Josh Higgins : Ted Tellensworth
- Zahn McClarnon : Charles
- Bill Oberst Jr. : Byron
- Carmel Benson : Sara
- Justin Benson : Justin, le membre du culte OVNI de niveau 3
- Aaron Moorhead : le membre du culte OVNI de niveau 2,5
- David Lawson Jr. : Dave, le membre du culte OVNI de niveau 1

## Distinctions
Le film a reçu quatre prix au Toronto After Dark Film Festival.

## Suite
On retrouve les deux protagonistes du film dans The Endless en 2017 des mêmes réalisateurs. Le film Synchronic (2019) est quant à lui lié à The Endless.

## Article annexe
- Psychotrope au cinéma et à la télévision